# تل قلعه شیخ باقری
تل قلعه شیخ باقری در شهرستان اقلید، بخش حسن‌آباد، روستای رضاآباد واقع شده و این اثر در تاریخ ۱۲ بهمن ۱۳۸۱ با شمارهٔ ثبت ۷۳۳۳ به‌عنوان یکی از آثار ملی ایران به ثبت رسیده‌است.